# Espírito Santo (Rio Grande do Norte)
Espírito Santo is een gemeente in de Braziliaanse deelstaat Rio Grande do Norte. De gemeente telt 10.373 inwoners (schatting 2009).